# Липовник
Липовник је насељено место у саставу општине Кленовник у Вараждинској жупанији, Хрватска. До територијалне реорганизације у Хрватској налазио се у саставу старе општине Иванец.

## Становништво
На попису становништва 2011. године, Липовник је имао 373 становника.

## Попис1991.
На попису становништва 1991. године, насељено место Липовник је имало 403 становника, следећег националног састава:
| Попис 1991.‍ | Попис 1991.‍ | Попис 1991.‍ | Попис 1991.‍ | Попис 1991.‍ |
| ----------- | ----------- | ----------- | ----------- | ----------- |
|             |             |             |             |             |
| Хрвати      | Хрвати      |             | 400         | 99,25%      |
| Словенци    | Словенци    |             | 2           | 0,49%       |
| непознато   | непознато   |             | 1           | 0,24%       |
| укупно: 403 |             |             |             |             |